# Base Aérea Edwards
A Base Aérea Edwards (em inglês:  Edwards Air Force Base ou Edwards AFB) (AFB) (IATA: EDW, ICAO: KEDW, FAA LID: EDW) é uma instalação da Força Aérea dos Estados Unidos localizada no Condado de Kern em Edwards, Califórnia, cerca de 22 milhas (35 km) a nordeste de Lancaster, 15 milhas (24 km) a leste de Rosamond e 5,5 milhas (8,9 km) ao sul de California City.
É a casa do Centro de Testes da Força Aérea dos EUA, da Escola de Pilotos de Teste da Força Aérea dos EUA e do Centro de Pesquisa de Voo Neil A. Armstrong (Armstrong Flight Research Center) da NASA. É o centro de comando de material da Força Aérea para conduzir e apoiar pesquisas e desenvolvimento de voo, bem como testar e avaliar sistemas aeroespaciais desde o conceito até o combate. Ele também hospeda muitas atividades de teste conduzidas pela indústria aeroespacial comercial dos EUA.
Ocorrências notáveis em Edwards incluem o voo de Chuck Yeager que quebrou a barreira do som no Bell X-1, voos de teste do norte-americano X-15, os primeiros pousos do ônibus espacial e o voo ao redor do mundo de 1986 do Rutan Voyager.

## Infraestrutura e instalações

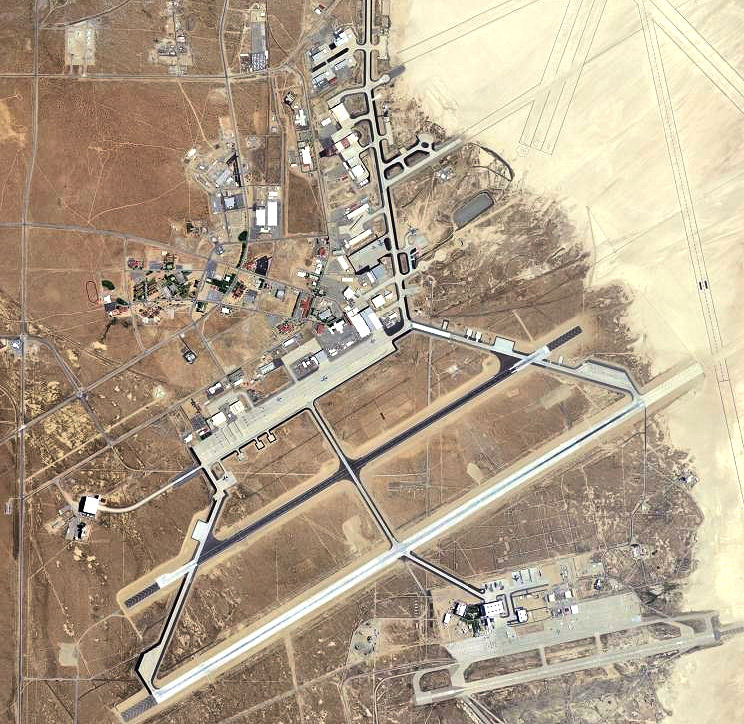
Imagem de satélite do local principal, com Base Aérea Edwards; Auxiliary Base South no canto inferior direito da imagem e Rogers Dry Lake no canto superior direito

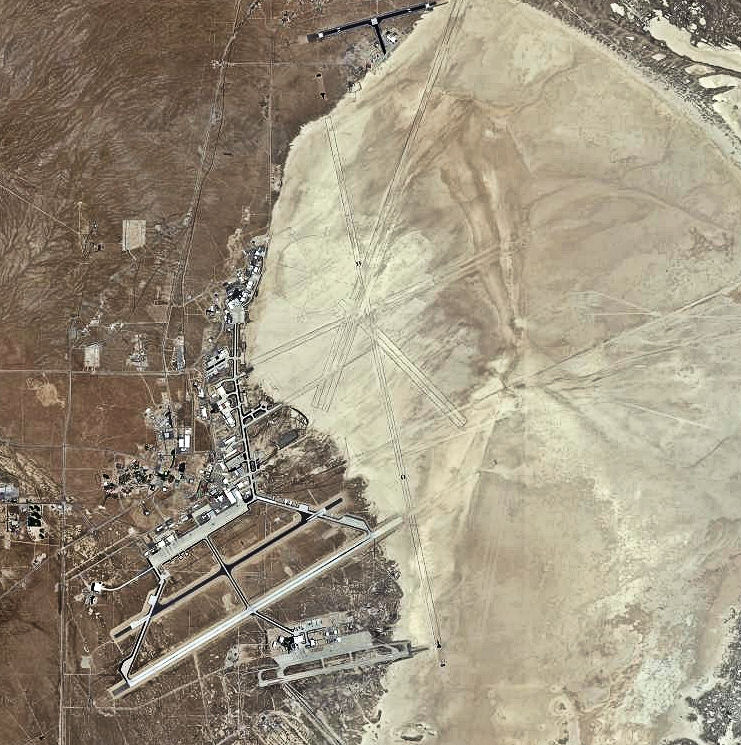
Rogers Dry Lake com Edwards AFB e Auxiliary Base South no canto inferior esquerdo e Auxiliary Base North no topo da imagem.

A base está ao lado de Rogers Dry Lake, uma bacia endorreica (deserto de sal), um lago seco cuja superfície fornece uma extensão natural para as pistas da base. Esta grande área de pouso, combinada com excelente clima durante todo o ano, torna a base ideal para testes de vôo. O local é um marco histórico nacional.
Por ser uma base militar focada em pesquisa e desenvolvimento o acesso de civis é severamente restrito. 
Existem três pistas pavimentadas iluminadas:
- 05R / 23L tem 15 024 pés × 300 pés (4 579 m × 91 m), e uma pista adicional de 9 588 pés (2 922 m) está disponível em sua extremidade norte. É equipado com sistemas de travamento de aproximadamente 1 500 pés (460 m) de cada extremidade.
- 05L / 23R tem 12 000 pés × 200 pés (3 658 m × 61 m) e foi construído para substituir temporariamente 04R / 22L enquanto estava sendo reformado em 2008.[5]
- 25/07 tem 2.438 m × 15 m (8 000 pés × 50 pés) (esta pista é tecnicamente parte da Base Sul) e uma pista extra de 10 158 pés × 210 pés (3 100 m × 64 m) está disponível no leste fim.

Existem 13 outras pistas oficiais no Rogers Lakebed:
- 17/35 é 39 097 pés × 900 pés (11.917 m × 274 m). Imagens da década de 1990 mostram uma extensão de mais 7 500 pés (2 300 m) ao norte, incluindo uma pista visual e marcações de linha central que se estendem por cerca de 15 000 pés (4 600 m) abaixo da parte atualmente declarada da pista. Nas imagens do Google Maps de 2017, a pista está quase apagada, exceto no extremo sul, onde o indicador da pista 35 ainda está visível.
- 05L / 23R é 22 175 pés × 300 pés (6 759 m × 91 m)
- 05R / 23L é 14 999 pés × 300 pés (4.572 m × 91 m) e está próximo a 05L / 23R na extremidade 23L (leste).
- 24/06 é 7 050 pés × 300 pés (2 149 m × 91 m). Não confundir com a pista pavimentada da base sul 24/06 (que também se estende até o leito), ou a pista pavimentada da base norte 24/06.
- 25/07 é 23 100 pés × 300 pés (7 041 m × 91 m)
- 27/09 é 9 991 pés × 300 pés (3 045 m × 91 m)
- 12/30 é 9 235 pés × 600 pés (2 815 m × 183 m). Na verdade, é marcado como duas pistas adjacentes de 300 pés (91 m) de largura (L e R). A pista 30 rola até a rosa dos ventos, então sua pista 12 correspondente, não marcada, nunca é usada.
- 15/33 é 29 487 pés × 300 pés (8 988 m × 91 m)
- 18/36 é 23 086 pés × 900 pés (7 037 m × 274 m). Na verdade, é marcado como três pistas adjacentes de 300 pés (91 m) de largura (L, C e R).

O Rosamond lakebed tem duas pistas pintadas nele:
- 20/02 tem 20 998 pés de comprimento;
- 29/11 tem 20 998 pés de comprimento.